# Bolsa de Atenas

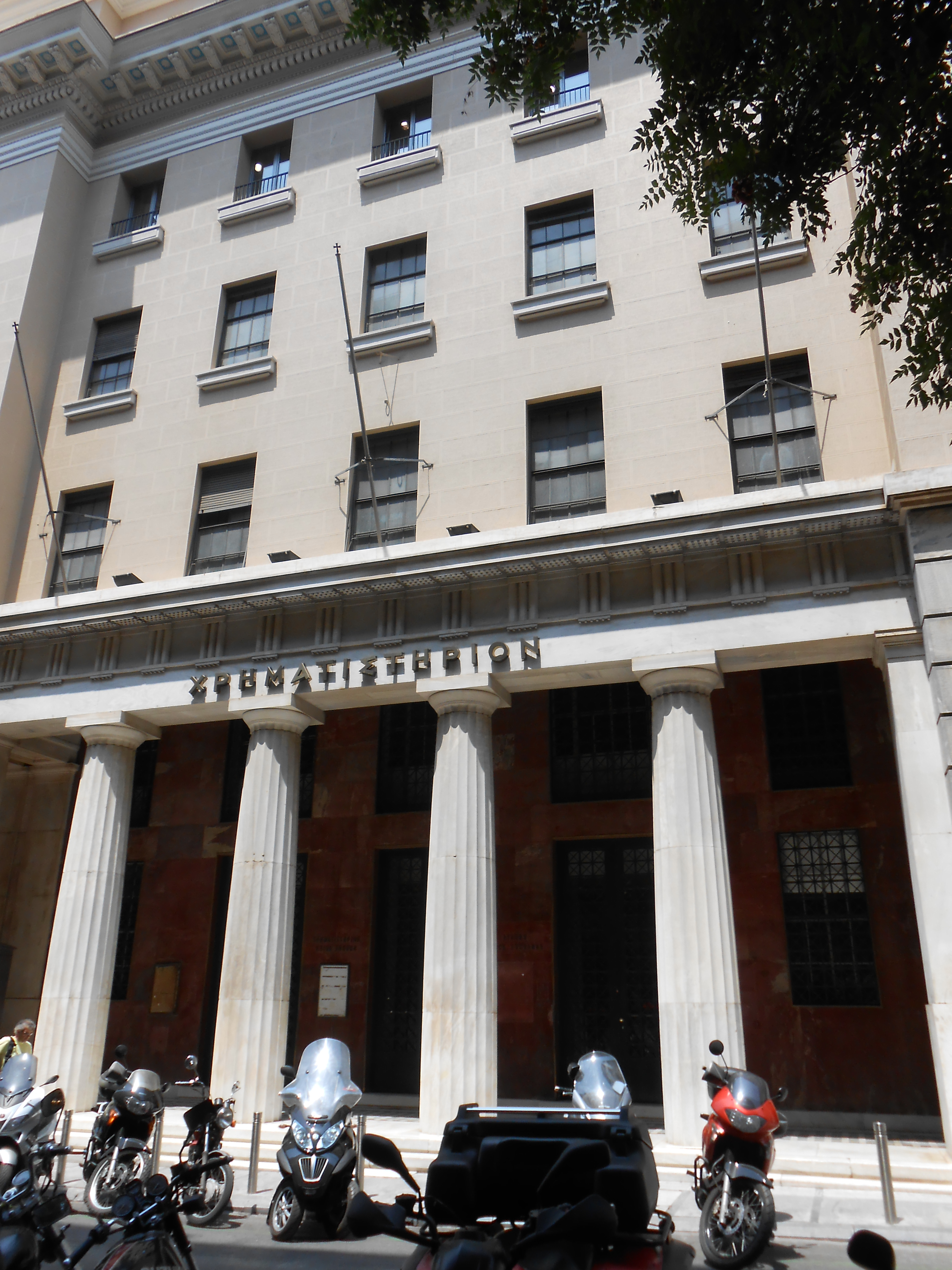
Antigua sede de la bolsa de Atenas en la calle Sófocles.

La Bolsa de Atenas (en griego, Χρηματιστήριο Αξιών Αθηνών, abreviado como ΧΑ o ΧΑΑ; en inglés, Athens Stock Exchange o ATHEX) está situada en Atenas, Grecia. Comenzó a operar en 1876.
Su horario es desde las 10:00 hasta las 17:20 todos los días, excepto sábados y domingos y fiestas bursátiles.